# اوربان هتیش
اوربان هتیش (آلمانی: Urban Hettich؛ زادهٔ ۲ مارس ۱۹۵۳) اسکی‌باز صحرانوردی اهل آلمان است.